# 小田稔 (小惑星)
小田稔（おだみのる、9972 Minoruoda）は小惑星帯の小惑星である。山梨県の清里大友天文台で大友哲が発見した。
宇宙科学研究所の所長などを務めた、宇宙線物理学及びX線天文学を専門とする天文学者、宇宙物理学者の小田稔に因んで命名された。